# Águas termais

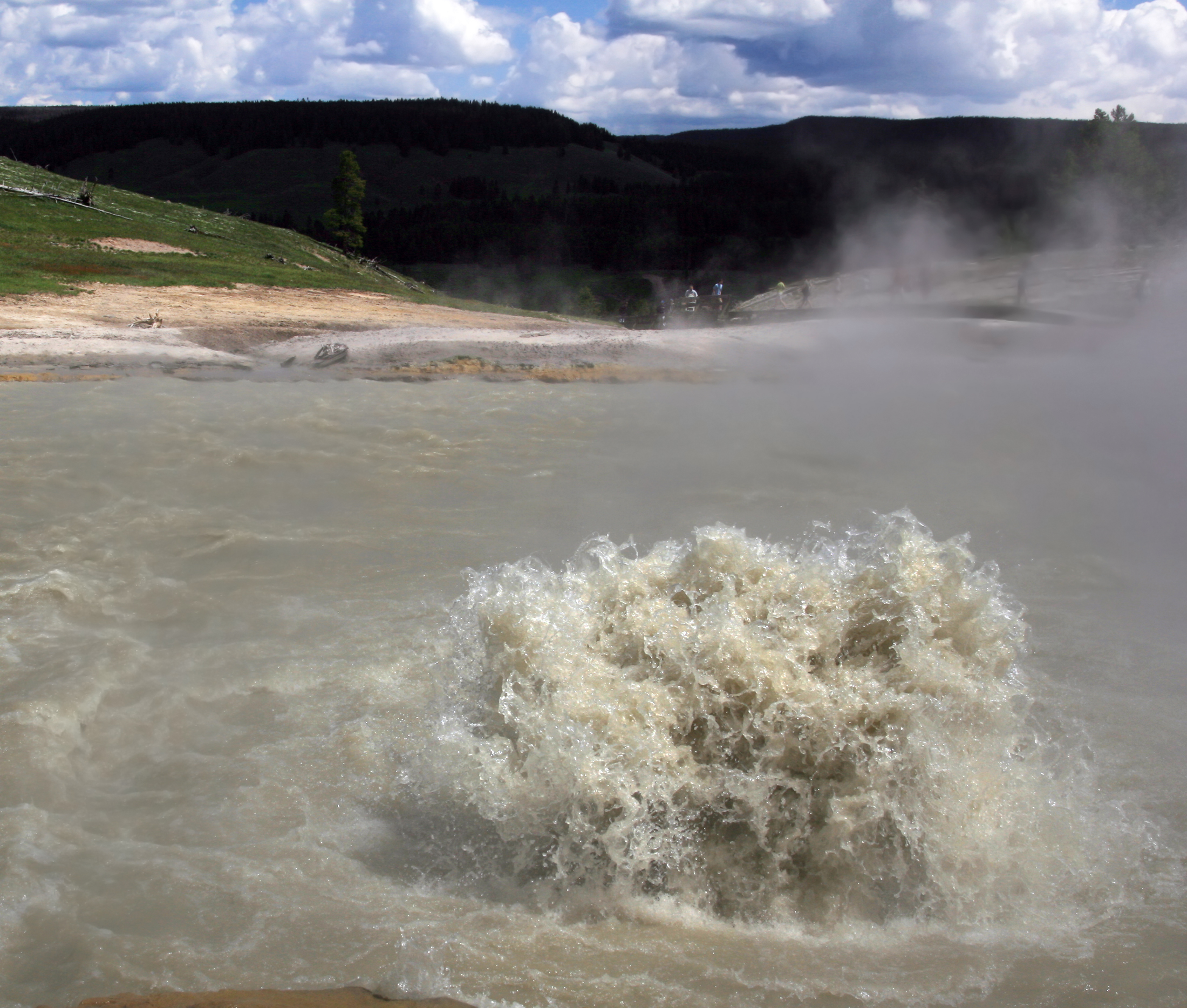
Churning Caldron, no Yellowstone National Park

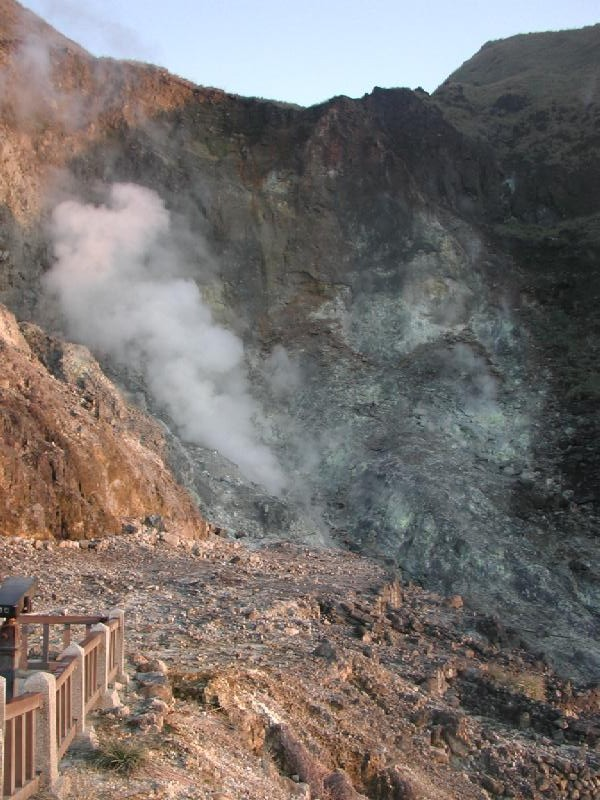
Fumarola em Yangmingshan, Taiwan

Água termal, também chamada de fonte termal, é a emergência de água subterrânea aquecida (aquífero termal), seja pelo calor causado pelo gradiente geotérmico, seja por processos de vulcanismo. As fontes termais existem em toda a terra, incluindo no fundo dos oceanos (fissura hidrotermal) onde são um dos vários tipos do vulcanismo secundário.

## Definição
Embora não se tenha encontrado uma referência para uma definição "oficial" para uma fonte termal (por exemplo, de uma sociedade científica de geologia), a maioria das definições encontradas apontam para "uma nascente natural cuja água tem uma temperatura mais elevada que a do corpo humano (normalmente entre 36,5 °C e 37,5 °C)"; a referência encontrada mais recente de uma publicação científica inclui uma classificação das fontes termais. As fontes termais fornecem água termal 
Outras definições são:
- Qualquer fonte geotérmica.[6]
- Uma fonte com temperatura está acima da temperatura de seu ambiente.[7]
- Uma fonte natural a uma temperatura superior a 21,1 °C (70 F) (sinônimo de água termal)[8][9][10][11]
- Um ressurgimento de água natural com uma temperatura elevada.[12]
- Um tipo de fonte de água quente que é trazida para a superfície. A temperatura da água é, normalmente, 6,5 °C (11,7 F) ou mais, acima da temperatura ambiente.[13][14]
- Uma fonte de água quente que seja trazida à superfície; a temperatura da água é normalmente 8,3 °C (15 F) ou mais acima da temperatura ambiente.[15]

## Fonte do calor
A água subterrânea pode ser aquecida por uma "caldeira geotérmica", ou seja, energia geotérmica. Em geral, a temperatura das rochas na crosta aumenta com a profundidade (principalmente por causa da pressão ambiente) o que é conhecido como "gradiente geotérmico" e a água subterrânea aquece em contato com rochas quentes.

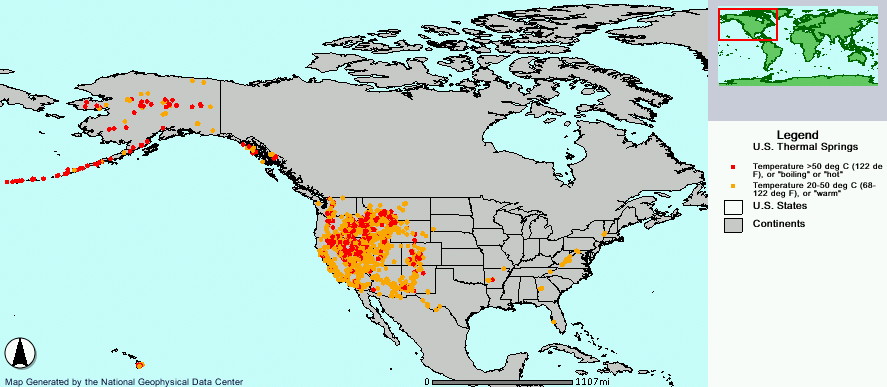

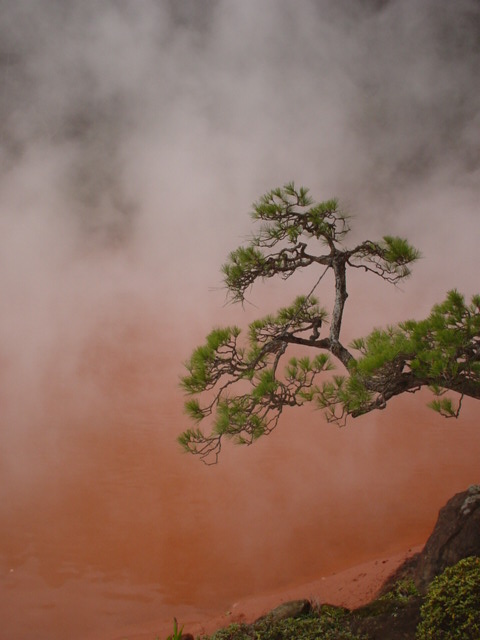
"Lagoa de Sangue" Beppu, Japão

Em regiões vulcânicas, como em Yellowstone Park, nos E.U.A., a água pode simplesmente ser aquecido por contato direto com o magma. A alta temperatura térmica (1 000 º a 5 000 º) prevalecentes no bolso magmático é suficiente para permitir que a água entre num estado de ebulição. Isto é chamado de "Gêiser", com uma fonte de vapor quente não pode ser dissipada numa base contínua. Caso contrário, trata-se de uma fumarole. Algumas misturas com água sobre lama e barro fervilham e são denominadas piscinas de lama. É importante notar que, na maioria das áreas a temperatura da água quente vulcânica é muitas vezes perto de 100 graus C (ponto de ebulição a pressão ambiente). Por imprudência, especialmente nos poucos lugares seguros, as pessoas foram gravemente queimadas, às vezes até mesmo mortas por acidentes ou atos intencionais em fontes termais, fumarolas, ou seja, pulverizada por uma Gêiser. Na maioria dos lugares com essa característica geotérmica, existe sinalizações sobre os perigos.

## Lugares
Nos EUA., como o complexo Fales Hot Ditch (ao norte de Bridgeport, na Califórnia). Existe também um enorme lago subterrâneo na cidade de Tonopah, Arizona, que fornece água mineral natural quente para uma variedade de fontes termais.
As referências sobre o alto fluxo de fontes termais abundam. Aqui está uma lista de algumas fontes termais com alto fluxo:
- Arkansas é de 35 litros por segundo.
- A fonte Hay-Yo-Kay tem uma capacidade de 99 litros por segundo.
- Lava Hot Springs, em Idaho tem uma capacidade de 130 litros / segundo.
- Glenwood Springs, no Colorado teve uma taxa de 143 litros / segundo.
- Elizabeth Springs, no oeste de Queensland, Austrália teve uma taxa de 158 litros/segundo, no final de 1800, hoje a taxa de 5 litros por segundo.
- Deildartunguhver, Reykholt na Islândia tem uma capacidade de 180 litros/segundo.
- As fontes termais de Caldas Novas, Brasil são formadas por 86 poços, dos quais 333 litros por segundo são bombeadas 14 horas por dia.
- 2 850 fontes termais de Beppu, o local mais alto do Japão. Juntos, eles produzem cerca de 1 592 litros/segundo, uma média de 0,56 litros/segundo fonte.
- As 303 fontes termais de Kokonoe no Japão produzem 1028 litros/ segundo, ou de 3,39 litros/segundo fonte.
- Ōita tem 4 762 fontes termais, para um total de 4 437 litros/ segundos, ou 0,93 litros/ segundo.

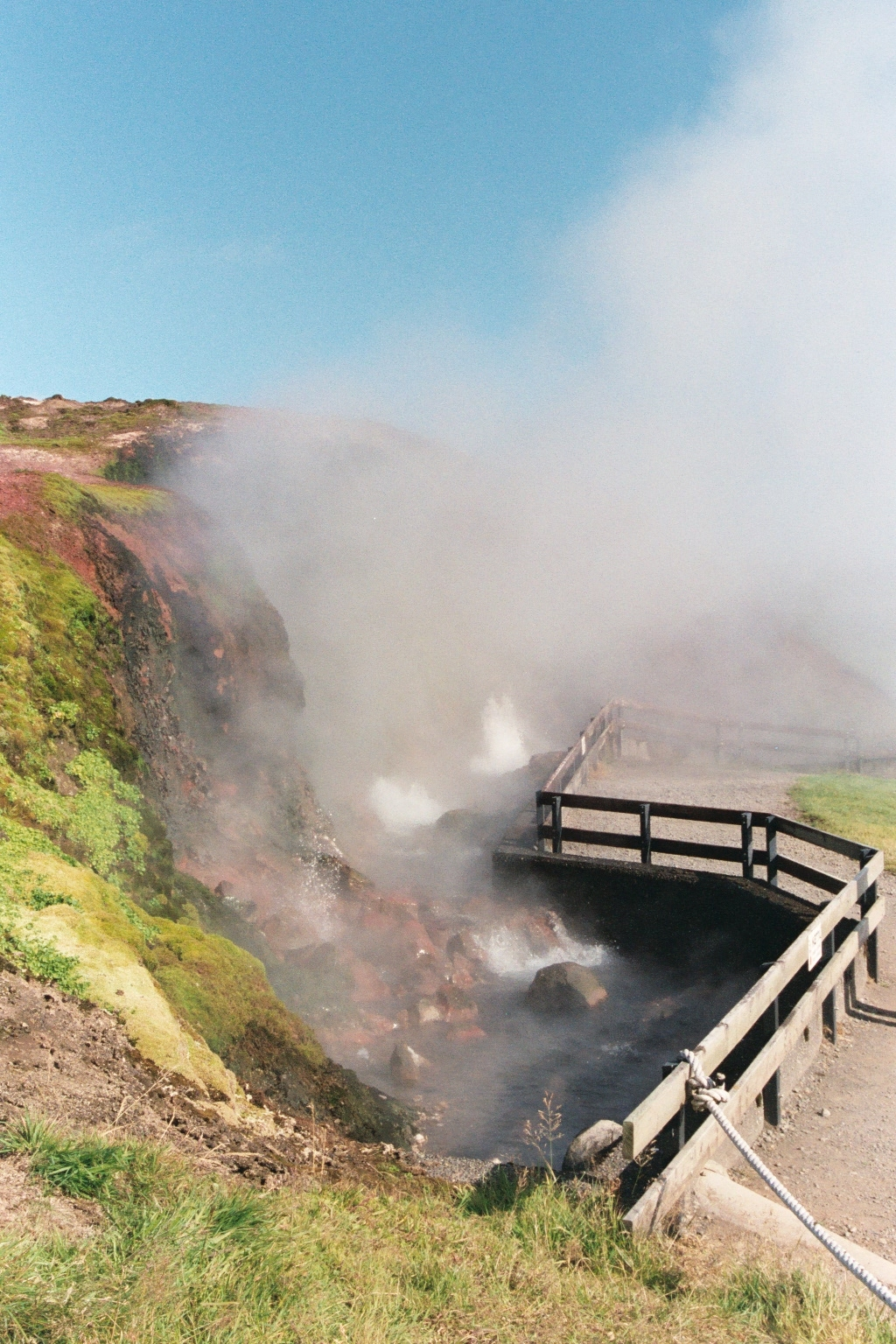
Deildartunguhver, em Islândia

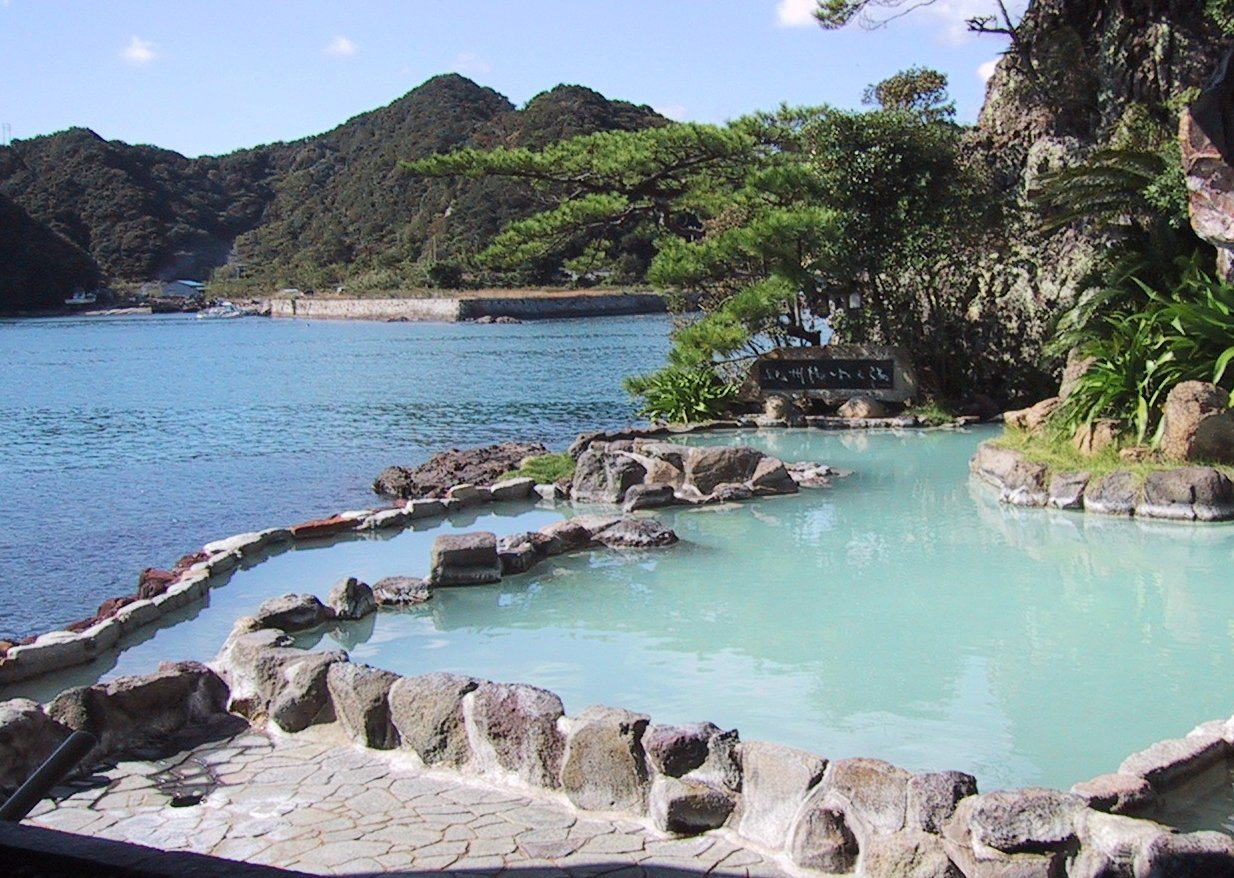
Wakayama

- Tamagawa, Akita, que tem uma capacidade de 150 litros/segundo. A fonte de Tamagawa alimenta uma corrente de 3 metros de largura a uma temperatura de 98 °C.
- Bajawa Indonésia produzem um total de 453,6 litros por segundo.
- Existem também três outras grandes fontes termais (Mengeruda, Wae Bana e Piga) 18 km ao nordeste de Bajawa, que produzem mais de 450 litros/segundo.
- Dalhousie Springs na Austrália fluxo total de mais de 23 000 litros/segundo, em 1915. Ele decaiu a um pico de fluxo total de 17 370 litros/segundo.